# L'Orso Rugby Club
L'Orso Rugby Club A.S.D., abbreviata in Orso, fu un club italiano di rugby a 15 femminile di Biella; nato nel 2007 per scissione dal club maschile cittadino, disputò due stagioni in serie A per poi sciogliersi e tornare nel club originario.

## Storia
Il 9 ottobre 2007 il Biella Rugby Club comunicò alla Federazione la rinuncia al campionato della propria squadra femminile e il nulla osta al trasferimento delle proprie giocatrici ad altra società; contemporaneamente la neoistituita società L'Orso Rugby Club A.S.D. comunicò l'ingaggio delle giocatrici lasciate libere dal Biella e la disponibilità a prendere parte all'incipiente torneo; l'Orso fu così ammesso al campionato al posto del Biella.
Nella prima stagione l'Orso, benché penultimo, registrò in classifica 13 punti frutto di 2 vittorie, un pareggio e 11 sconfitte, tre delle quali con bonus; nella stagione successiva, invece, terminò a zero punti in classifica, avendo perso tutti gli incontri con più di 7 punti di scarto.
In due tornei l'Orso vinse in totale due partite e ne pareggiò una su 26 incontri totali.
Il 10 settembre 2009 l'Orso comunicò tramite il suo presidente Alessandra Bindi la rinuncia al campionato 2009-10 ma, avendolo fatto oltre il trentesimo giorno successivo al limite massimo d'iscrizione al torneo, fu sanzionata con l'esclusione e la cancellazione dell'omologazione, confermata in appello il 10 novembre successivo che sancì quindi la sua disaffiliazione alla F.I.R.

## Cronologia
- 2007-08 · 7º in serie A
- 2008-09 · 7º in serie A